# Aeronáutica
Aeronáutica é a ciência envolvida no estudo, projeto, fabricação, operação e manutenção de máquinas capazes de sustentar voo atmosférico.
Coloquialmente, no Brasil, "aeronáutica" pode se referir também a Força Aérea Brasileira.
Em Portugal, o termo Aeronáutica caiu em desuso para designar a Força Aérea Portuguesa – sobretudo desde 1974, com a extinção da Secretaria de Estado da Aeronáutica que tutelava aquele ramo das Forças Armadas.

## Ramos da aeronáutica
Em termos de tipos de aeronaves, a Aeronáutica abrange dois ramos:
- a aviação, que trata da locomoção em aparelhos mais pesados que o ar (aeródinos);
- a aerostação, que trata da locomoção em aparelhos mais leves que o ar (aeróstatos).

Em termos dos fins de utilização das aeronaves, existem igualmente dois ramos:
- Aeronáutica Militar, uso militar de aeronaves;
- Aeronáutica Civil, uso privado, comercial e geral de aeronaves.

## História da aeronáutica
- 3000 a.C. - Utilização de papagaios, balões e outros aparelhos semelhantes na China, sobretudo como brinquedos;
- 1632 - O turco Hezârfen Ahmed Çelebi saltou da Torre de Gálata (Istambul), tendo voado alguma distância num planador;[3]
- 1633 - Evliya Çelebi relatou que naquele ano também em Istambul, Lagari Hasan Çelebi, irmão de Hezârfen, fez um voo num aparelho propelido por foguetes de combustível sólido [4] (ver: História dos foguetes).
- 1783 - Em França, o primeiro balão dos irmãos Montgolfier faz um voo tripulado;
- 1797 - O francês André-Jacques Garnerin faz o primeiro salto de paraquedas bem sucedido, a partir de um balão;
- 1852 - O francês Henri Giffard, projecta e constrói a aeronave a vapor Giffard, primeiro aeróstato dirigível;
- 1890 - O alemão Otto Lilienthal constrói os primeiros planadores, os Lilienthal Normalsegelapparat, capazes de voo regular e controlado;
- 1903 - Nos Estados Unidos da América, os irmãos Wright afirmam que realizam o primeiro voo de uma aeronave mais pesada que o ar;
- 1903 - Aída de Acosta torna-se a primeira mulher a pilotar uma aeronave ao conduzir o dirigível N-9 de Santos-Dumont.[5][6]
- 1906 - Na França, o brasileiro Alberto dos Santos Dumont realiza o primeiro voo certificado de um aparelho mais pesado que o ar, este que decolava por meios próprios (utilizando-se da potência desenvolvida pelo motor da aeronave, o 14 Bis), sendo também o primeiro voo de um aeroplano na Europa;
- 1907 - A francesa Thérèse Peltier torna-se primeira mulher a voar como passageira;
- 1909 - Primeira utilização militar de um aeroplano, pelo Exército dos Estados Unidos;
- 1910 - Em 28 de Março, Henri Fabre voa com o Le Canard, o primeiro hidroavião.[7]
- 1910 - Henri Coandă apresenta o Coandă-1910, o primeiro avião com propulsão a jato;[8]
- 1914 - É criada a primeira linha aérea de transporte de passageiros, entre S. Petersburg e Tampa, nos Estados Unidos;
- 1918 - No Reino Unido é criado o primeiro avião anfíbio do mundo, o Vickers Viking.[9]
- 1919 - Os britânicos John Alcock e Arthur Whitten Brown , fazem o primeiro voo transatlântico, entre a Terra Nova e a Irlanda;
- 1922 - Os portugueses Gago Coutinho e Sacadura Cabral fazem a primeira travessia aérea do Atlântico Sul, entre Lisboa e o Rio de Janeiro;
- 1923 - O espanhol Juan de La Cierva constrói e voa no primeiro autogiro do mundo;
- 1927 - Charles Lindbergh faz o primeiro voo sem escala sobre o Atlântico Norte;
- 1927 -  O brasileiro João Ribeiro de Barros realiza a segunda travessia do Oceano Atlântico
- 1929 - programa Opel-RAK: em 30 de Setembro, Fritz von Opel (apelidado como "Fritz-Foguete") pilota o Opel RAK.1, o primeiro avião movido por foguete.[10][11]
- 1930 - Nos Estados Unidos, Ellen Church, torna-se a primeira assistente de bordo (comissária) do mundo;
- 1937 - O dirigível alemão Hindenburg explode em Lakehurst, nos Estados Unidos, originado a interrupção da utilização daquele tipo de aeróstatos nos transporte em massa de passageiros;
- 1939 - Na Alemanha o piloto Erich Warsitz faz o primeiro voo a jacto da história, num aparelho Heinkel He 178;
- 1940 - Nos EUA, Igor Sikorsky equipa um helicóptero Vought-Sikorsky VS-300 com flutuadores, criando o primeiro helicóptero anfíbio;[12]
- 1947 - Nos Estados Unidos, Chuck Yeager realiza o primeiro voo supersónico registado, num avião-foguete Bell X-1;
- 1952 - Dá-se o primeiro voo comercial a jacto, entre Londres e Joanesburgo num aparelho De Havilland Comet;
- 1969 - Realização do primeiro voo do Concorde, primeiro avião comercial supersónico.